# Kreon (syn Menojkeusa)
Kreon (gr. Κρέων Kréōn, łac. Creon „władca”) – w mitologii greckiej król Teb, syn Menojkeusa.
Był bratem Jokasty, mężem Eurydyki i ojcem Pyrry, Hajmona, Megary oraz Menojkeusa. Dwukrotnie obejmował tron w Tebach: raz po zamordowanym szwagrze, Lajosie, drugi raz po wyprawie siedmiu przeciw Tebom, podczas której zginęli w bratobójczym pojedynku: Eteokles, pochowany przez Kreona oraz Polinejkes, uznany za zdrajcę ojczyzny, wbrew zakazowi Kreona pochowany przez Antygonę. Skazana za to na śmierć przez Kreona Antygona miała zostać zamknięta żywcem w grocie skalnej poprzez przykrycie jaskini kamienną płytą. Odebrała sobie życie, wieszając się, nim nadeszła wiadomość o ułaskawieniu. Widząc, że Antygona umarła jej narzeczony Hajmon, syn Kreona, przebił się mieczem. Jego śladem poszła także jego matka Eurydyka, żona Kreona.